# Dalbyneder Kirke
Dalbyneder Kirke er en kirke i Dalbyneder Sogn i Randers Kommune. Kirkens kor og skib er oprindelig romansk, mens våbenhus, tårn og hvælvingerne i kor og skib er gotiske.
Døbefonten er sammen med de to tympanonsten fra hhv. kvindedøren og mandsdøren rester fra den romanske byggestil. Tympanonstenen fra kvindedøren sidder på sin plads over døren imellem våbenhuset og skibet. Tympanonstenen fra mandsdøren står på bænken i våbenhuset. Døbefonten er hugget i sten og er af bægerbladstypen. Den består af to kar, hvoraf det ene nu er vendt på hovedet og fyldt med mørtel og således benyttes som fod for det andet kar. Indhugningen i stenen forestiller en blomst.
Prædikestolen og adelsstolene er fra slutningen af 1500-tallet. De er udsmykkede med våbenskjold og citater fra Bibelen.
I 1511 blev hvælvingerne i kirken udsmykket med kalkmalerier, der i stor udstrækning er blevet restaurerede i perioderne 1912-1913 og 1979-1980 og derfor kan en stor del af dem ses den dag i dag. Kalkmalerierne er typisk gotiske og stærkt moraliserende. Således er hvælvingen i koret forbeholdt præstens billeder – med billeder af f.eks. fire apostle: Paulus, Bartholomæus, Andreas og Peter. Billederne i hvælvingerne i skibet er til menigheden. I den østligste hvælving i skibet – dvs. den hvælving nærmest koret findes billeder af "det gode" heriblandt billeder af "Nådestolen" og flere helgeninder f.eks. Jomfru Maria, Dorothea og Barbara. I den vestlige hvælving i skibet findes billederne af "det onde". Billederne her symboliserer den katolske kirkes syv dødssynder. F.eks. billeder af en kentaur, symboliserende vreden, en havfrue, der symboliserer vellystighed og to blemmya, der hhv. symboliserer gerrighed og fråseri. I tårnrummet, hvor orglet nu er opstillet findes rester af en totaludsmykning med billeder fra historien om Sankt Jørgens kamp mod dragen.
Kalkmalerierne har været kalket over med lyserød i renæssancen og mange billeder er forsøgt destrueret, bl.a. er en enkelt figur i koret så ødelagt, at man ikke længere kan bestemme den. Jomfru Maria i den østlige hvælving i skibet er også slemt medtaget. Kun den hellige Barbara er ikke forsøgt ødelagt, muligvis fordi hun beskyttede mod ildebrand og lynnedslag! Kalkmalerierne i Dalbyneder Kirke minder meget om kalkmalerierne i nabokirken Råby Kirke.
Orglet er fra 1979-1980, fra Jysk Orgelbyggeri. Det havde oprindelig fem stemmer med pedal, men er nu udvidet med to stemmer. Kirkens nuværende altertavle er malet af Arne Haugen Sørensen i 1993. Altertavlen er en moderne udgave af Middelalderens fløjaltertavler. De to fløje kan vendes og dermed kan altertavlen skifte karakter med årets forskellige højtider.
Dalbyneder Kirke, Dalbyover Kirke og Øster Tørslev Kirke deles om samme sognepræst. Dalbyneder kirke er åben for besøgende året rundt på hverdage mellem ringetiderne.
- Kirkens nordside med våbenhus og indgangsparti.
- Prædikestolen fra slutningen af 1500-tallet.
- Den romanske døbefont af bægerbladstypen, hvor foden består af en revnet font med rester af middelalderbemaling.
- Orgelet fra 1979-1980.
- Det vestlige hvælvfag i skibet med kalkmalerier af to blemmya, der symboliserer hhv. gerrighed og fråseri, to af de syv katolske dødssynder.
- Det vestlige hvælvfag i skibet med kalkmalerier af en mand med bukkehorn, der symboliserer dovenskaben.
- Det vestlige hvælvfag i skibet med kalkmalerier af en mand med hundehoved, der symboliserer misundelsen.
- Det vestlige hvælvfag i skibet med kalkmalerier af en skyggefod, der symboliserer utugt.

## Eksterne kilder og henvisninger
- Dalbyneder Kirke hos denstoredanske.dk
- Dalbyneder Kirke hos KortTilKirken.dk

- Wikimedia Commons har flere filer relateret til Dalbyneder Kirke